# Condados da Irlanda

Os condados de Irlanda foram uma criação do Governo Britânico no século XIX para administrar o país. A Irlanda estava dividida em 32 condados. Atualmente esta terminologia também é utilizada amplamente no campo desportivo. Na Irlanda do Norte, os 6 condados foram substituídos em 1973 por 26, e na República de Irlanda, 6 dos 26 condados originais dividiram-se, o que resulta hoje em um total de 32 "condados artificiais".
Convém assinalar que as cidades de Cork, Dublim, Galway, Limerick e Waterford são independentes de seu condado e que, além disso, o condado de Tipperary está dividido entre 2 entidades administrativas diferentes: Tipperary do Norte e Tipperary do Sur.

## Lista
| \| Armas \| Condado Tradicional \| Nome em irlandês[1] \| Nomes antigos \| Capital \| Províncias \| Jurisdição \| Distritos (NI) / divisiões administrativas (RoI) \| Localização \| \| ----------- \| ------------------- \| --------------------------------------- \| --------------------------------------------- \| ----------------------------------------------- \| ---------- \| ------------------------------- \| ------------------------------------------------------------------------------------------ \| ----------- \| \| Antrim \| Antrim \| Aontroim (Contae Aontroma) \| \| Antrim \| Úlster \| Reino Unido (Irlanda del Norte) \| Antrim, Ballymena, Ballymoney, Belfast, Carrickfergus, Larne, Lisburn, Moyle, Newtownabbey \| Antrim \| \| Armagh \| Armagh \| Ard Mhacha (Contae Ard Mhacha) \| Ardmagh[2] \| Armagh \| Úlster \| Reino Unido (Irlanda do Norte) \| Armagh, Craigavon, Newry & Mourne. \| Armagh \| \| Carlow \| Carlow \| Ceatharlach (Contae Cheatharlach) \| Caherlagh[3] Caterlagh[4] Catherlagh[5] \| Carlow \| Leinster \| República da Irlanda \| \| Carlow \| \| Cavan \| Cavan \| An Cabhán (Contae an Chabháin) \| \| Cavan \| Úlster \| República da Irlanda \| \| Cavan \| \| Clare \| Clare \| An Clár (Contae an Chláir) \| (vêr Thomond) \| Ennis \| Munster \| República da Irlanda \| \| Clare \| \| \| Cork \| Corcaigh (Contae Chorcaí) \| (vêr Desmond) \| Cork \| Munster \| República da Irlanda \| Cork \| Cork \| \| Donegal \| Donegal \| Dún na nGall (Contae Dhún na nGall) \| Dunnagall Tyrconnell Tirconnell Tirconaill[6] \| Lifford \| Úlster \| República da Irlanda \| \| Donegal \| \| Down \| Down \| An Dún (Contae an Dúin) \| Downshire \| Downpatrick \| Úlster \| Reino Unido (Irlanda do Norte) \| Ards, Banbridge, Castlereagh, Craigavon, Down, Lisburn, Newry & Mourne, North Down \| Down \| \| Dublim \| Dublim \| Áth Cliath \| (Contae Átha Cliath) \| Dublim \| Leinster \| República da Irlanda \| Dublim, Dun Laoghaire-Rathdown, Fingal, South Dublin \| Dublim \| \| Fermanagh \| Fermanagh \| Fear Manach (Contae Fhear Manach) \| \| Enniskillen \| Úlster \| Reino Unido (Irlanda do Norte) \| Fermanagh \| Fermanagh \| \| Galway \| Galway \| Gaillimh (Contae na Gaillimhe) \| Gallive[7] \| Galway \| Connacht \| República da Irlanda \| Galway \| Galway \| \| Kerry \| Kerry \| Ciarraí (Contae Chiarraí) \| (véase Desmond) \| Tralee \| Munster \| República da Irlanda \| \| Kerry \| \| \| Kildare \| Cill Dara (Contae Chill Dara) \| \| Naas \| Leinster \| República da Irlanda \| \| Kildare \| \| Kilkenny \| Kilkenny \| Cill Chainnigh (Contae Chill Chainnigh) \| \| Kilkenny \| Leinster \| República da Irlanda \| \| Kilkenny \| \| Laois \| Laois \| Laois (Contae Laoise) \| Queen's County \| Port Laoise \| Leinster \| República da Irlanda \| \| Laois \| \| Leitrim \| Leitrim \| Liatroim (Contae Liatroma) \| \| Carrick-on-Shannon \| Connacht \| República de Irlanda \| \| Leitrim \| \| \| Limerick \| Luimneach (Contae Luimnigh) \| Limnigh/Limnagh Lumnigh/Lumnagh \| Limerick \| Munster \| República da Irlanda \| Limerick \| Limerick \| \| Londonderry \| Londonderry[8] \| Doire (Contae Dhoire) \| (véase Coleraine) \| Coleraine \| Úlster \| Reino Unido (Irlanda do Norte) \| Coleraine, Cookstown, Derry, Limavady, Magherafelt \| Londonderry \| \| Longford \| Longford \| An Longfort (Contae an Longfoirt) \| \| Longford \| Leinster \| República da Irlanda \| \| Longford \| \| Louth \| Louth \| Lú (Contae Lú) \| \| Dundalk \| Leinster \| República da Irlanda \| \| Louth \| \| Mayo \| Mayo \| Maigh Eo (Contae Mhaigh Eo) \| Maio[9] \| Castlebar \| Connacht \| República da Irlanda \| \| Mayo \| \| Meath \| Meath \| An Mhí (Contae na Mí) \| \| Navan (previamente Trim) \| Leinster \| República da Irlanda \| \| Meath \| \| \| Monaghan \| Muineachán (Contae Mhuineacháin) \| \| Monaghan \| Úlster \| República da Irlanda \| \| Monaghan \| \| Offaly \| Offaly \| Uíbh Fhailí (Contae Uíbh Fhailí) \| King's County \| Tullamore \| Leinster \| República da Irlanda \| \| Offaly \| \| Roscommon \| Roscommon \| Ros Comáin (Contae Ros Comáin) \| Roscoman[9] \| Roscommon \| Connacht \| República da Irlanda \| \| Roscommon \| \| Sligo \| Sligo \| Sligeach (Contae Shligigh) \| Sligagh[10] \| Sligo \| Connacht \| República da Irlanda \| \| Sligo \| \| Tipperary \| Tipperary \| Tiobraid Árann (Contae Thiobraid Árann) \| \| Clonmel & Nenagh (previamente Cashel & Clonmel) \| Munster \| República da Irlanda \| North Tipperary, South Tipperary \| Tipperary \| \| Tyrone \| Tyrone \| Tír Eoghain (Contae Thír Eoghain) \| Tyrowen Tirowen \| Omagh \| Úlster \| Reino Unido (Irlanda do Norte) \| Cookstown, Dungannon and South Tyrone, Omagh, Strabane \| Tyrone \| \| Waterford \| Waterford \| Port Láirge (Contae Phort Láirge) \| Portlarga/Portlarge Portlagh/Portlaw \| Dungarvan (previamente Waterford) \| Munster \| República da Irlanda \| Waterford \| Waterford \| \| \| Westmeath \| An Iarmhí (Contae na hIarmhí) \| \| Mullingar \| Leinster \| República da Irlanda \| \| Westmeath \| \| Wexford \| Wexford \| Loch Garman (Contae Loch Garman) \| Loughgarman[11] \| Wexford \| Leinster \| República da Irlanda \| \| Wexford \| \| \| Wicklow \| Cill Mhantáin (Contae Chill Mhantáin) \| Kilmantan[12] \| Wicklow \| Leinster \| República da Irlanda \| \| Wicklow \| - Condados da República da Irlanda - Subdivisões da Irlanda do Norte - Condados da Irlanda do Norte 1. 2. 3. 4. 5. 6. 7. 8. 9. 10. 11. 12. |                     |                                         |                                            |                                                 |            |                                 |                                                                                            |             |
| Armas | Condado Tradicional | Nome em irlandês                        | Nomes antigos                              | Capital                                         | Províncias | Jurisdição                      | Distritos (NI) / divisiões administrativas (RoI)                                           | Localização |
| Antrim | Antrim              | Aontroim (Contae Aontroma)              |                                            | Antrim                                          | Úlster     | Reino Unido (Irlanda del Norte) | Antrim, Ballymena, Ballymoney, Belfast, Carrickfergus, Larne, Lisburn, Moyle, Newtownabbey | Antrim      |
| Armagh | Armagh              | Ard Mhacha (Contae Ard Mhacha)          | Ardmagh                                    | Armagh                                          | Úlster     | Reino Unido (Irlanda do Norte)  | Armagh, Craigavon, Newry & Mourne.                                                         | Armagh      |
| Carlow | Carlow              | Ceatharlach (Contae Cheatharlach)       | Caherlagh Caterlagh Catherlagh             | Carlow                                          | Leinster   | República da Irlanda            |                                                                                            | Carlow      |
| Cavan | Cavan               | An Cabhán (Contae an Chabháin)          |                                            | Cavan                                           | Úlster     | República da Irlanda            |                                                                                            | Cavan       |
| Clare | Clare               | An Clár (Contae an Chláir)              | (vêr Thomond)                              | Ennis                                           | Munster    | República da Irlanda            |                                                                                            | Clare       |
| | Cork                | Corcaigh (Contae Chorcaí)               | (vêr Desmond)                              | Cork                                            | Munster    | República da Irlanda            | Cork                                                                                       | Cork        |
| Donegal | Donegal             | Dún na nGall (Contae Dhún na nGall)     | Dunnagall Tyrconnell Tirconnell Tirconaill | Lifford                                         | Úlster     | República da Irlanda            |                                                                                            | Donegal     |
| Down | Down                | An Dún (Contae an Dúin)                 | Downshire                                  | Downpatrick                                     | Úlster     | Reino Unido (Irlanda do Norte)  | Ards, Banbridge, Castlereagh, Craigavon, Down, Lisburn, Newry & Mourne, North Down         | Down        |
| Dublim | Dublim              | Áth Cliath                              | (Contae Átha Cliath)                       | Dublim                                          | Leinster   | República da Irlanda            | Dublim, Dun Laoghaire-Rathdown, Fingal, South Dublin                                       | Dublim      |
| Fermanagh | Fermanagh           | Fear Manach (Contae Fhear Manach)       |                                            | Enniskillen                                     | Úlster     | Reino Unido (Irlanda do Norte)  | Fermanagh                                                                                  | Fermanagh   |
| Galway | Galway              | Gaillimh (Contae na Gaillimhe)          | Gallive                                    | Galway                                          | Connacht   | República da Irlanda            | Galway                                                                                     | Galway      |
| Kerry | Kerry               | Ciarraí (Contae Chiarraí)               | (véase Desmond)                            | Tralee                                          | Munster    | República da Irlanda            |                                                                                            | Kerry       |
| | Kildare             | Cill Dara (Contae Chill Dara)           |                                            | Naas                                            | Leinster   | República da Irlanda            |                                                                                            | Kildare     |
| Kilkenny | Kilkenny            | Cill Chainnigh (Contae Chill Chainnigh) |                                            | Kilkenny                                        | Leinster   | República da Irlanda            |                                                                                            | Kilkenny    |
| Laois | Laois               | Laois (Contae Laoise)                   | Queen's County                             | Port Laoise                                     | Leinster   | República da Irlanda            |                                                                                            | Laois       |
| Leitrim | Leitrim             | Liatroim (Contae Liatroma)              |                                            | Carrick-on-Shannon                              | Connacht   | República de Irlanda            |                                                                                            | Leitrim     |
| | Limerick            | Luimneach (Contae Luimnigh)             | Limnigh/Limnagh Lumnigh/Lumnagh            | Limerick                                        | Munster    | República da Irlanda            | Limerick                                                                                   | Limerick    |
| Londonderry | Londonderry         | Doire (Contae Dhoire)                   | (véase Coleraine)                          | Coleraine                                       | Úlster     | Reino Unido (Irlanda do Norte)  | Coleraine, Cookstown, Derry, Limavady, Magherafelt                                         | Londonderry |
| Longford | Longford            | An Longfort (Contae an Longfoirt)       |                                            | Longford                                        | Leinster   | República da Irlanda            |                                                                                            | Longford    |
| Louth | Louth               | Lú (Contae Lú)                          |                                            | Dundalk                                         | Leinster   | República da Irlanda            |                                                                                            | Louth       |
| Mayo | Mayo                | Maigh Eo (Contae Mhaigh Eo)             | Maio                                       | Castlebar                                       | Connacht   | República da Irlanda            |                                                                                            | Mayo        |
| Meath | Meath               | An Mhí (Contae na Mí)                   |                                            | Navan (previamente Trim)                        | Leinster   | República da Irlanda            |                                                                                            | Meath       |
| | Monaghan            | Muineachán (Contae Mhuineacháin)        |                                            | Monaghan                                        | Úlster     | República da Irlanda            |                                                                                            | Monaghan    |
| Offaly | Offaly              | Uíbh Fhailí (Contae Uíbh Fhailí)        | King's County                              | Tullamore                                       | Leinster   | República da Irlanda            |                                                                                            | Offaly      |
| Roscommon | Roscommon           | Ros Comáin (Contae Ros Comáin)          | Roscoman                                   | Roscommon                                       | Connacht   | República da Irlanda            |                                                                                            | Roscommon   |
| Sligo | Sligo               | Sligeach (Contae Shligigh)              | Sligagh                                    | Sligo                                           | Connacht   | República da Irlanda            |                                                                                            | Sligo       |
| Tipperary | Tipperary           | Tiobraid Árann (Contae Thiobraid Árann) |                                            | Clonmel & Nenagh (previamente Cashel & Clonmel) | Munster    | República da Irlanda            | North Tipperary, South Tipperary                                                           | Tipperary   |
| Tyrone | Tyrone              | Tír Eoghain (Contae Thír Eoghain)       | Tyrowen Tirowen                            | Omagh                                           | Úlster     | Reino Unido (Irlanda do Norte)  | Cookstown, Dungannon and South Tyrone, Omagh, Strabane                                     | Tyrone      |
| Waterford | Waterford           | Port Láirge (Contae Phort Láirge)       | Portlarga/Portlarge Portlagh/Portlaw       | Dungarvan (previamente Waterford)               | Munster    | República da Irlanda            | Waterford                                                                                  | Waterford   |
| | Westmeath           | An Iarmhí (Contae na hIarmhí)           |                                            | Mullingar                                       | Leinster   | República da Irlanda            |                                                                                            | Westmeath   |
| Wexford | Wexford             | Loch Garman (Contae Loch Garman)        | Loughgarman                                | Wexford                                         | Leinster   | República da Irlanda            |                                                                                            | Wexford     |
| | Wicklow             | Cill Mhantáin (Contae Chill Mhantáin)   | Kilmantan                                  | Wicklow                                         | Leinster   | República da Irlanda            |                                                                                            | Wicklow     |